# بوریس شوخوف
بوریس شوخوف (روسی: Борис Хабалович Шухов؛ زادهٔ ۸ مهٔ ۱۹۴۷) دوچرخه‌سوار پیست اهل اتحاد جماهیر سوسیالیستی شوروی است.
وی در مسابقات کشوری و بین‌المللی در مجموع برندهٔ ۲ مدال طلا، ۱ مدال نقره شده‌است.